# Tudo em Paz
Tudo Em Paz é o décimo álbum ao vivo e o décimo segundo no geral da dupla sertaneja brasileira Jorge & Mateus, lançado em 22 de abril de 2021 pela Som Livre. Foi gravado no município de Pirenópolis, interior de Goiás, no dia 29 de setembro de 2020. Conta com quinze faixas entre as quais cinco foram lançadas previamente: o single "Lance Individual" em 13 de novembro de 2020 e outras quatro no EP "Tudo Em Paz, Volume 1" em 22 de janeiro de 2021.
"Tudo Em Paz" obteve considerável sucesso comercial após seu lançamento, figurando entre os álbuns mais executados nas plataformas de streaming. Em 2021, recebeu uma certificação de diamante pela Pro-Música Brasil.

## Antecedentes e gravação
No início de 2019 foi divulgado em uma entrevista para promover o show "Jorge & Mateus - Único" a intenção de lançar um EP com músicas inéditas. Ao longo do ano foram lançados dois singles: "Tijolão", em maio, gravado no Estádio Nacional Mané Garrincha, em Brasília; e "Cheirosa", em outubro, gravado em São José do Rio Preto.
Em 22 de outubro de 2019, a dupla anunciou o rompimento com o AudioMix após divergências com Marcos Araújo, proprietário do escritório. A parceria durou 10 anos e foi encerrada em um comunicado divulgado nas redes sociais. Uma semana depois, a dupla anunciou que iria gravar uma canção com a participação de Marília Mendonça, sendo o primeiro projeto divulgado publicamente após o rompimento com o escritório. Em 8 de dezembro de 2019 foi divulgada a regravação da canção "Quase Sem Querer", da banda Legião Urbana, no programa Fantástico, da TV Globo, como parte do projeto "Singles", da plataforma de streaming Spotify. Além disso, a canção "Mil Anos" ganhou novos arranjos e foi apresentada no dia seguinte. A divulgação e lançamento do projeto se deu dias após a plataforma anunciar que "Jorge & Mateus" foram os artistas brasileiros mais ouvidos da década no país.

## Lista de Faixas
| N.º            | Título                                 | Compositor(es)                                                         | Duração |  |
| 1.             | "Tudo Em Paz"                          | Henrique Castro Montenegro Elvis Elan Maykow Melo Bruno Rigamonte      | 3:32    |  |
| 2.             | "Troca"                                | Rafael Borges Diego Silveira Benicio Neto Junior Pepato                | 2:51    |  |
| 3.             | "Namorando Com Saudade"                | Rafaela Miranda Kito Gustavo Martins Isabella Resende                  | 2:53    |  |
| 4.             | "Me Ame Mais" (part. Marília Mendonça) | Henrique Andrade                                                       | 3:49    |  |
| 5.             | "Vogais e Consoantes"                  | Matheus Marcolino Matheus Aleixo                                       | 3:36    |  |
| 6.             | "O Sol Tá Dando Oi"                    | Ricardo Vismarck Ronael Junior Pepato Diego Silveira                   | 2:34    |  |
| 7.             | "Desisto"                              | Flavinho Tinto Douglas Mello Nando Marx                                | 3:41    |  |
| 8.             | "Por Que Parou Na Porta?"              | Flavinho Tinto Douglas Mello Nando Marx Christyan Ribeiro              | 2:27    |  |
| 9.             | "Do Jeito Que tá Não dá"               | Larissa Ferreira                                                       | 3:01    |  |
| 10.            | "Paradigmas"                           | Bruno Cesar Elvis Elan Henrique Castro                                 | 2:36    |  |
| 11.            | "Hit do Ano"                           | Juan Marcus Hiago Vinicius Elan Rubio Marcello Henrique Renato Campero | 2:34    |  |
| 12.            | "Lance Individual"                     | Diego Silveira Larissa Ferreira Junior Pepato Rafael Borges            | 2:44    |  |
| 13.            | "Treta"                                | Benicio Neto Douglas Cezar Junior Pepato                               | 3:41    |  |
| 14.            | "Namora Eu Aí"                         | Montenegro Henrique Moura Tunico Vanessinha PG Shylton Fernandes       | 2:36    |  |
| 15.            | "Tem Que Sorrir"                       | Breno Casagrande Shylton Fernandes Filipe Escandurras                  | 4:54    |  |
| Duração total: | Duração total:                         | Duração total:                                                         | 47:42   |  |

## Recepção

### Desempenho comercial
"Tudo Em Paz" teve a quinta maior estreia de um álbum no Spotify Brasil, com 19 milhões de streams. No dia seguinte, todas as músicas entraram na lista das 200 mais executadas no Brasil na mesma plataforma, além de ser o quarto álbum mais executado globalmente, sendo o único brasileiro no Top 10. Na Apple Music, o álbum oscilou entre o terceiro e o sexto lugar em sua semana de lançamento, tendo dois picos de liderança nos dias 24 e 27 de abril. No YouTube, 6 das 15 músicas do álbum figuraram entre as 100 mais executadas no Brasil na semana de lançamento. As músicas "Troca" e "Namorando Com Saudade" ficaram em primeiro e segundo lugar no decorrer do dia do lançamento na plataforma.
Em seu ano de lançamento, Tudo Em Paz foi o 59º álbum mais executado do mundo no Spotify, com mais de 500 milhões de streams, tendo uma média de 1,2 milhão de streams diários. Entre os álbuns em língua portuguesa, foi o mais executado da plataforma. Lance Individual (133 milhões), "Paradigmas" (121 milhões) e "Troca" (93 milhões) foram as canções da dupla com mais streams no ano.

### Desempenho nas paradas
| Tabela musical                       | Melhor posição   |
| Tabelas Semanais                     | Tabelas Semanais |
| ------------------------------------ | ---------------- |
| Apple Music (Brazilian Albums Chart) | 1                |
| Apple Music (Italian Albums Chart)   | 43               |
| Spotify (Top 10 Albums Global)       | 4                |
| Tabelas Anuais                       |                  |
| Spotify (Top Albums Global)          | 59               |

### Certificações
| País (Provedor)                                              | Certificação | Unidades/vendas certificadas |
| ------------------------------------------------------------ | ------------ | ---------------------------- |
| Brasil (Pro-Música Brasil)                                   | Diamante     | ±300 000                     |
| Dados de vendas + streaming baseados apenas na certificação. |              |                              |